# Paul Kingma
Paul Reiner Kingma (Den Haag, 4 september 1931 – Pingjum, 25 januari 2013) was een Nederlandse beeldhouwer, mozaïekkunstenaar, schilder en tekenaar.

## Leven en werk
Kingma was een zoon van Marten Jan Kingma, werktuigkundige in Den Haag, en Johanna Kunegonda Key. Hij trouwde met oratoriumzangeres Henriëtte Wensing. Kingma kreeg zijn opleiding bij Kunstoefening in Arnhem, de Rijksakademie van beeldende kunsten in Amsterdam (onder Piet Esser) en de Royal Academy of Arts in Londen.
Kingma maakte als beeldhouwer een aantal werken voor de openbare ruimte. Hij werd vooral bekend als mozaïekkunstenaar met zijn zware Kingmatafels, waar hij eind jaren zestig mee begon. Vanuit een bewondering voor het leven en de geschiedenis van de aarde legde hij tafels in met natuursteen en materialen die hij van over de hele wereld verzamelde. Later maakte hij tableaux met fossielen en versteend hout, "een op zichzelf staande vormgeving die nadien als tafel kan worden benut". Hij werd in 1961 aangesteld als de eerste directeur van het Instituut voor beeldende expressie in Amersfoort en gaf er vijf jaar lang mozaïeklessen.
Zijn eerste huwelijk kwam tot een eind. In 1978 ontmoette hij Elisabeth Bakker, en is met haar getrouwd.
Kingma woonde en werkte in Den Haag, Kortenhoef, Amsterdam, Londen, Amersfoort (ca. 1961), Epe (vanaf 1966), Amerongen (1984-1990) en ten slotte in Pingjum. Aldaar overleed hij in 2013, op 81-jarige leeftijd. 

## Werken (selectie)
- Gevelreliëf van drie herauten (1956) voor de baptistenkerk aan de Marconilaan 70 in Woensel (Eindhoven)
- Jongleur (1960), Weesp
- Tabak (1967), bij het Tabaksteeltmuseum in Amerongen
- Stadstrompetter (1968), Langestraat, Amersfoort
- Jonas en de walvis (1968), Ridderlaan, Utrecht
- Het bolwerk, De reis en De menselijke ontmoeting (1971), Jaarbeursplein, Utrecht
- Uil met twee gezichten (1988), Leersum

### Fotogalerij

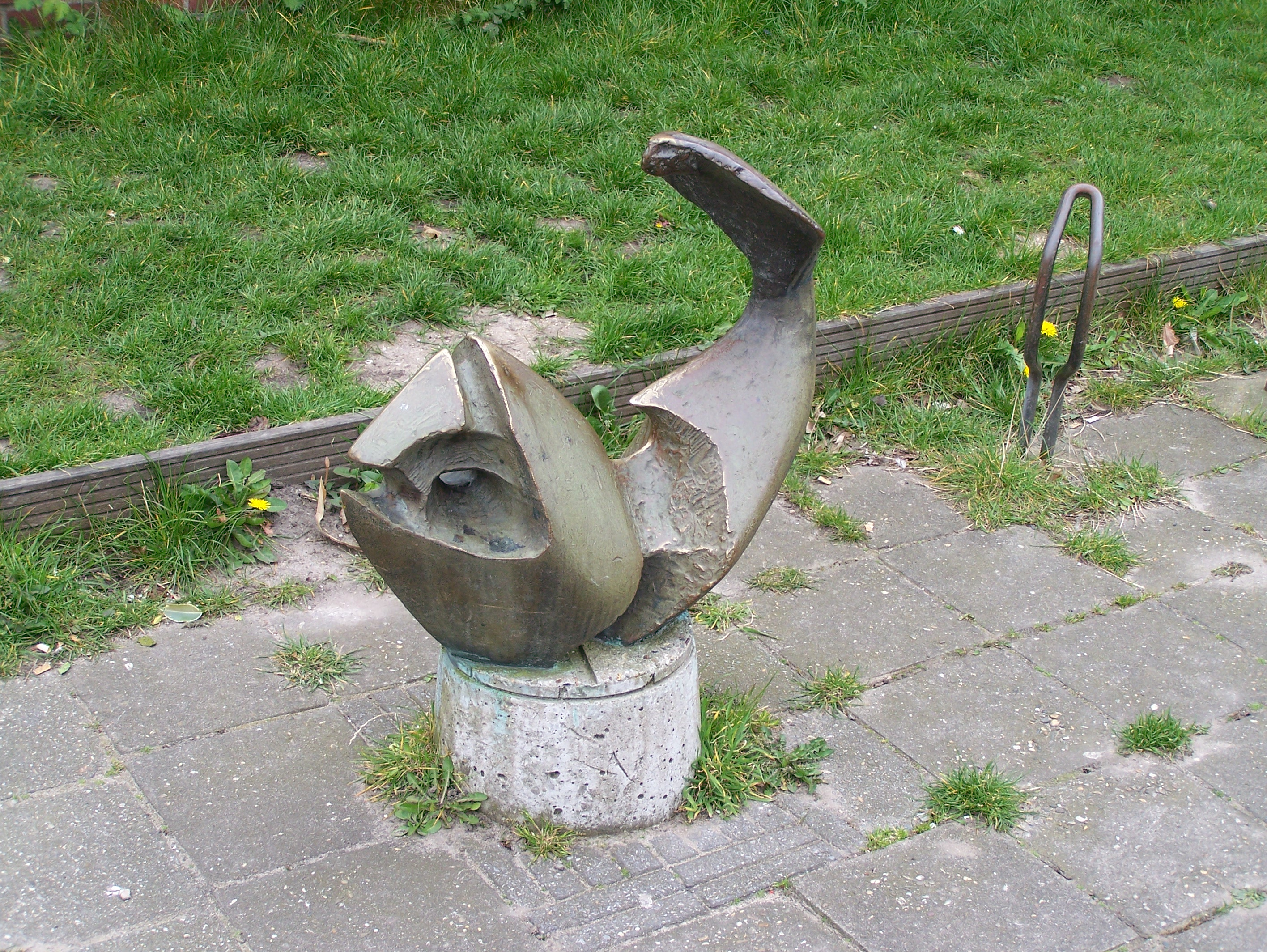
Jonas en de walvis (1968), Utrecht
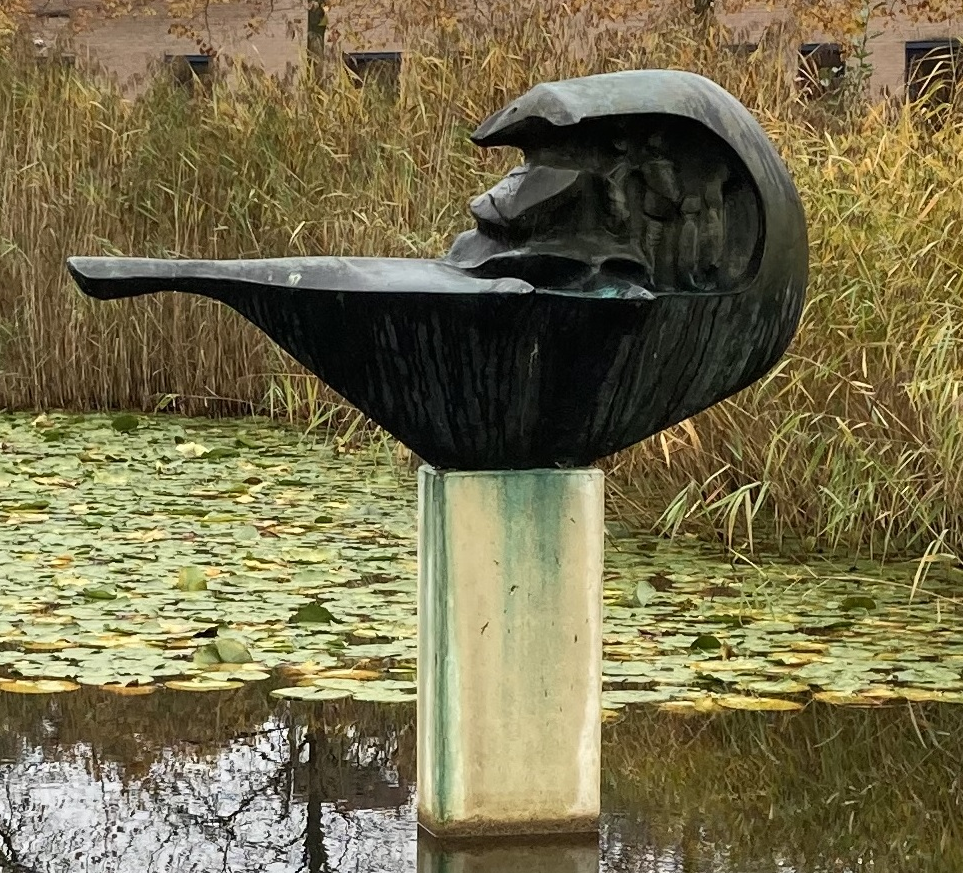
De Overtocht (1969), Baarn
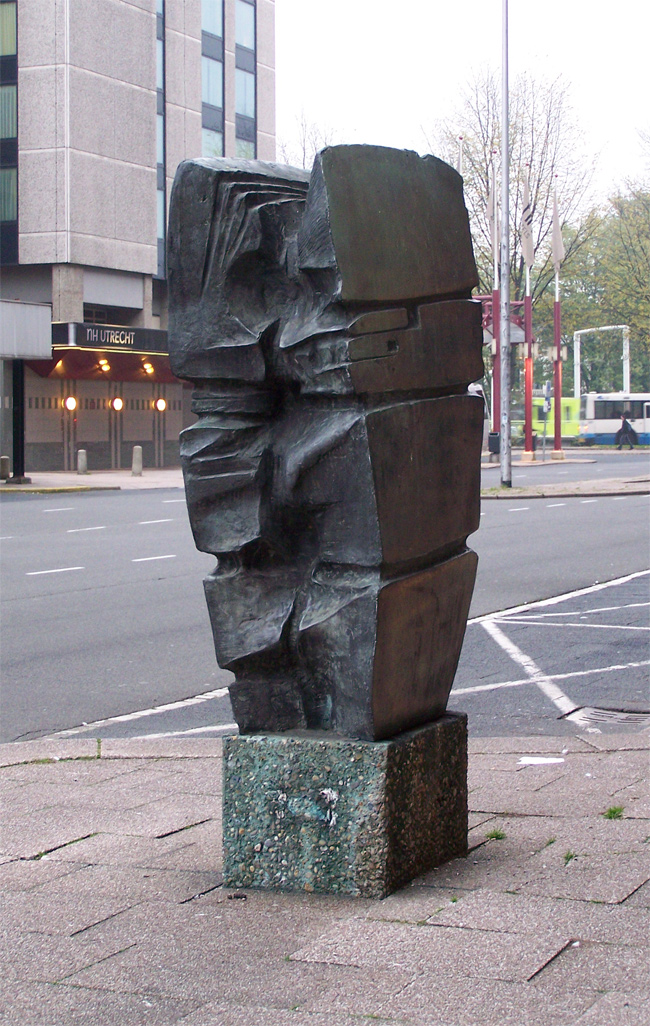
De menselijke ontmoeting (1971), Utrecht
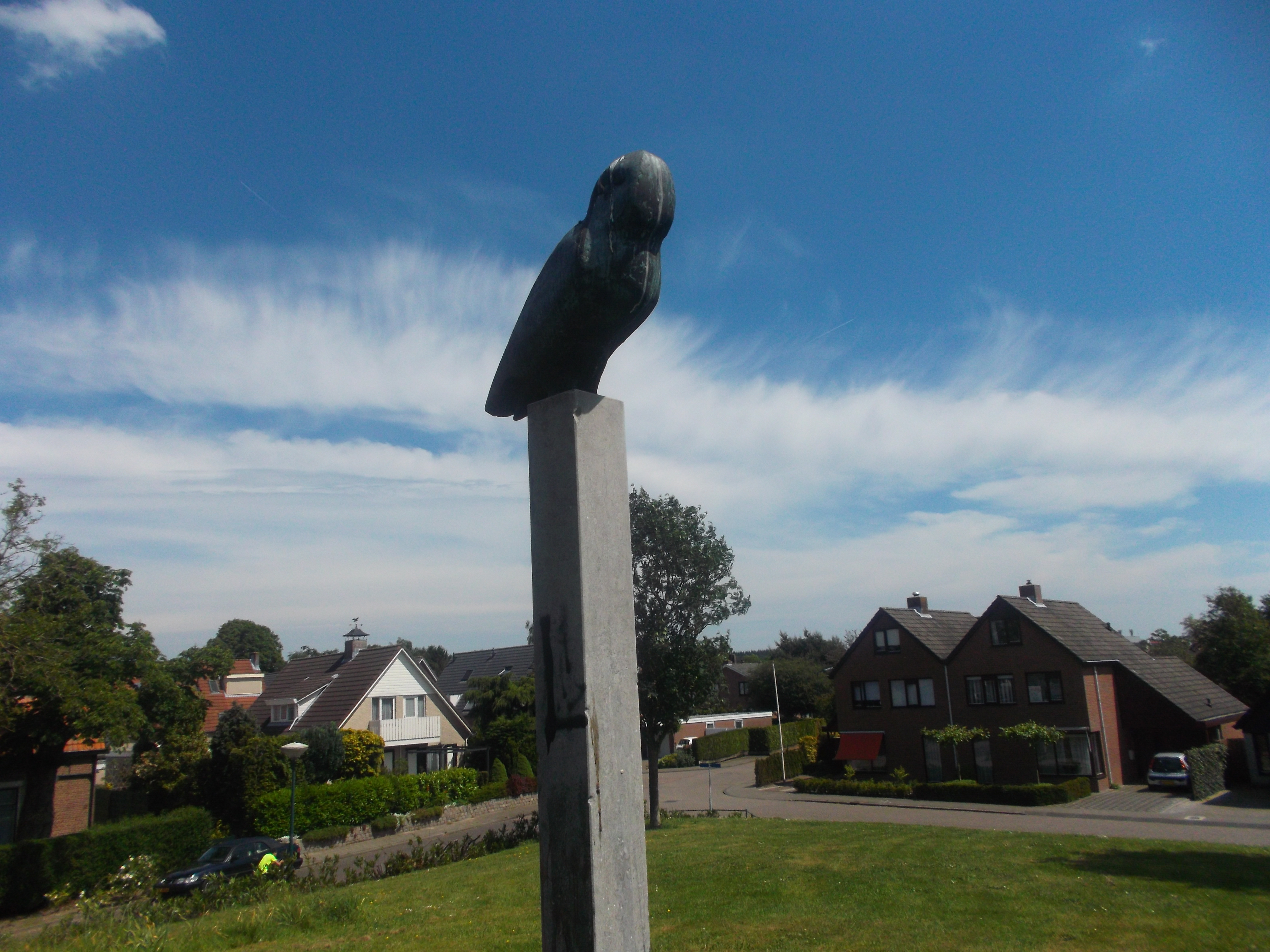
Uil met twee gezichten (1988), Leersum